# Wolfgang Schoor

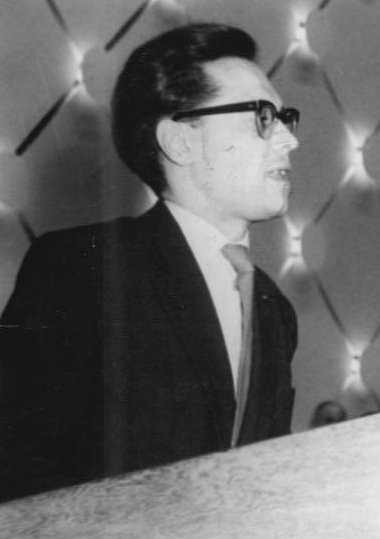
Schoor bei einer Rede auf dem 9. Parteitag der DDR-CDU am 4. Oktober 1958

Wolfgang Schoor (* 18. September 1926 in Köln; † 28. Januar 2007) war ein deutscher Komponist, der Orchesterwerke, Liederzyklen und Kammermusik schrieb und die Musik zu zahlreichen Kinder- und Dokumentarfilmen und Hörspielen.

## Leben
Der in Köln geborene Komponist, Dirigent und Liedbegleiter erlernte das musikalische Handwerk im Privatunterricht, an der Rheinischen Musikschule Köln, am Musischen Gymnasium Frankfurt am Main und an der Hochschule für Musik Köln.
Studien erfolgten unter anderem bei Otto A. Graef (Klavier), Helmut Walcha (Orgel/Cembalo), Walter Henker (Fagott), Kurt Thomas (Chorleitung, Komposition) und Günter Wand (Dirigieren) sowie Konsultationen mit Karl Amadeus Hartmann.
Schoor arbeitete ab 1950 als freischaffender Komponist, 1949–1952 auch als Musikkritiker für die Kölnische Rundschau, zog 1957 nach Weimar in die DDR und schrieb hier Musik für zahlreiche Dokumentarfilme. Überregionale Bekanntheit erlangte er insbesondere durch die Kompositionen der Musik zum Dokumentarfilm Das Jahr 1945 und der Titelmelodie des außenpolitischen DDR-Magazins Objektiv. Neben sehr zahlreichen Musiken für Hörspiele unterschiedlicher Genres komponierte Schoor in der Region Berlin-Brandenburg Liederzyklen, Solokonzerte und Kammermusikwerke. Mitte der 1990er Jahre ließ er sich in Wernigerode nieder und komponierte hier umfangreiche Orchesterwerke. Eines davon widmete er seiner Wahlheimatstadt.
Seine Beisetzung fand am 10. Februar 2007 auf dem Friedhof in Treseburg statt.

## Werke (Auswahl)

### Ensemble- und Orchestermusik
- Tanzsuite für Orchester
- Archaismen für vier Orchestergruppen (1951) UA 1952
- Concerto Rheinsberg für Orchester UA 1963
- Sinfonie IN MEMORIAM JOHANNES R. BECHER (1963) [syn. „Sinfonie ’62“]

1. Adagio 2. Allegretto 3. Andante (piu Adagio) 4. Vivace
- Konzert für Klavier und Orchester (REQUIEM PROFANUM – Erinnern an St. G.) (1987) UA 1990

I. Larghetto – Vivo II. Adagio ma non troppo III. Kadenz – Allegro
- Stimmen Adagio für 15 Streichinstrumente (1988) UA 1988
- Sinfonietta giocosa für Blasorchester (1990) UA [in 3 Sätzen]
- Stimmen II (Ilseade) Musik für 19 Streichinstrumente UA 1994
- Alegria Kammerkonzert für Flöte und Streichorchester (2000) UA

Allegro contenido – Adagio pensoso – Rondo irrompente escabroso
- Konzert für Violoncello und Orchester (2005) [in 3 Sätzen]

### Vokalmusik
- Die junge Magd (Georg Trakl) – Sechs Lieder für Alt und Klavier (1947) UA 1948
- Strophen der Nacht von Hertha Jaegerschmid für Mezzo-Alt und Klavier (1947/48) UA 1948

1. Uralte Strophen der Nacht 2. Aus wogenden Gründen 3. Und wieder wallen
- Traum des Bösen Sieben Gesänge nach Gedichten von Georg Trakl für Altstimme (auch Bariton), Klavier (oder Cembalo), zwei Trompeten in C, Oboe, Fagott und vier Violoncelli UA 1948

I. Rondel 2. Allerseelen 3. Winterdämmerung 4. Traum des Bösen 5. Melancholie 6. In den Nachmittag geflüstert 7. In ein altes Stammbuch
- Liebes-Lobpreisung – Ein Zyklus in fünfzehn Gesängen nach dem gleichnamigen Gedichtwerk von Franz Tumler für Sopranstimme, Flöte, Oboe, Klarinette und Klavier (1948) UA 1949
- O Magd, begreifst du… (Heinrich H. Roggendorf) – Fünfzehn Gesänge für Altstimme und Klavier (1950) [syn. „Die weißen Knospen – Die schwarzen Kelche – Die roten Blüten (Kranz der Rosen)“] UA 1951
- Die Erinnerung (Stephan Hermlin) – Gesänge für Altstimme und Klavier UA 1955; – Ein Zyklus von Gesängen für Alt oder Bariton und Klavier (1958) [erweiterte Fassung, 13 Teile] UA

Terzinen – Triolette – Sie sehen einander nicht wieder – Forderung des Tages – Die Asche von Birkenau
- Ein Denkmal für Dascha (Text: Paul Wiens) – Szenisches Oratorium für zwei Soli, zwei gemischte Chöre und großes Orchester (1958/60)
- Ballade von einem Städtebewohner in tiefer Not – Dreizehn Gesänge für Alt oder Bariton und Klavier (Stephan Hermlin) (1961) UA 1962
- Fünf Liebeslieder (Peter Hacks) für Bariton und Klavier (1977/78) UA 1978

1. Kanzone des Königs Salomon 2. Über die Liebe zu Meerweibern 3. Anläßlich der Wiedergewinnung des Paradieses 4. Unter'm Weißdorn 5. Morpheus [1.u.2. Orchesterfassung (1980)]
- Lyoneser Konzert für Sopran, Streichquartett und Klavier nach Sonetten der schönen Seilerin (Louize Labé) UA 1981

1. agitamento, espiranto 2. Hat einer von den vielen Männern in der Welt 3. canzona alla francesa
4. O Venus, heller Stern am Firmament 5. cabaletta dolente 6. So lange noch mein Auge Tränen hat 7. ex tempore 8. Wenn mich der Tag so müde hat gemacht 9. canto fratto 10. Den Weg zu ebnen 11. canto sospiroso 12. Was fang ich damit an
- Rückschauend das Heute durchschauend – Sieben Gesänge für Tenor und Orchester (1981) [Texte:  Johann Wolfgang von Goethe,  Georg Heym, Adelbert von Chamisso, Friedrich Hölderlin, Christa Wolf, Stephan Hermlin, Johannes R. Becher] UA 1981

1. Natur und Kunst 2. Russland (März 1911) 3. Vom Pythargoreischen Lehrsatz 4. Vorm Abgrund nämlich 5. Das Vergangene ist nicht tot 6. Die Vögel und der Test 7. Rückschauend
- Was ich sag, ist Bekenntnis – Ein Zyklus von Liedern für Tenor und Klavier nach Worten von Johann Wolfgang von Goethe [Textzusammenstellung: J. Voigt] (1981) UA 1985

Was ich sag', ist Bekenntnis – Interludium 1 – Teilen kann ich nicht das Leben – Interludium 2 – Liebesbedürfnis – Interludium 3 – Natur und Kunst
- Und in uns sind die Wälder, nicht sehr fern – Liederzyklus für Sopran, Bariton und Klavier nach Texten von Dagmar Hilarová / Miep Diekmann und Rajzel Žychlinski (1985) UA 1985

Therezin 1944 – Die erste Nacht – Die Welt – Von allen Wegen – Windige Nacht – Transport – Zeit – Es flattern die Wege – Liebe – Gott hat verborgen sein Gesicht – Hinter dem Krematorium – Die Kapelle – Wenn die Fenster – Mors poetica – Mai '45 – Zu Hause dann…
- Die Verheißung des Menschen (NUR DAS TIER KENNT KEINE UTOPIE  W. Benjamin) – Kammeroratorium für Sopran, Tenor, Sprechstimmen, Flöte, Oboe, Klarinette, Tenorposaune, Violoncello, Schlagwerk und Klavier [Text: André Bonnard, Grafiken: Hans Erni] (1986) UA 1987
- Welch Wort, in die Kälte gerufen – Vier Gesänge für Sopran und Orchester nach Worten von Ingeborg Bachmann und Günter Kunert – Erinnerung an den 9. November 1938, den Tag der landesweiten Judenpogrome in Deutschland UA 1988

1. Die Nacht entfaltet den trauernden Teil des Gesichts 2. Eine einzige Stunde frei sein 3. Wenn die Feuer verloschen sind 4. Nach dieser Sintflut
- Atmen, durch die Kehle des Schilfrohrs – Ein Liederzyklus für Bariton und Klavier nach Gedichten von Peter Huchel (1992) [17 Lieder, 4 Interludien, Widmungen: Ernst Bloch, Hans Mayer] UA 1993 (Peter-Huchel-Preis-Verleihung an Sarah Kirsch)
- Dialoge für Tenor und Klarinette nach Texten aus „Lichtzwang“ von Paul Celan UA 1994

Für den Lerchenschatten – Wahngänger Augen – Wurfscheibe – Das angebrochene Jahr – Todtnauberg – Was es an Sternen bedarf – Wo ich mich in dir vergaß – Ich höre, die Axt hat geblüht
- Dialoge II für Sopran und Flöte nach Gedichten von Marina Zwetajewa (1996) UA

Nah – Ich gehe – Bist fort – Abstand – Zeit
- Kinderlieder, Volkslieder (u. a. aus Des Knaben Wunderhorn bzw. Der himmlische Hag und In Veil und grünem Klee von Franz Peter Kürten), Lieder und Chansons für Soli bzw. Chor in ein- bis vielstimmigen Einrichtungen (Texte: L. Aragon, W. Bergengruen, Hans Bethge, R. Billinger, J. Bobrowski, A. v. Chamisso, J. Frhr. v. Eichendorff, A. Gryphius, St. Hermlin, F. Hölderlin, F. Kempner, A. J. Lippl, P. Neruda, N. Lenau, K. Mickel, H.H. Roggendorf, W. Schoor, Th. Storm),

### Kammermusik/Soloinstrumente
- Ciacona con variazioni für Violine und Klavier UA 1948
- Kleine Suite für Guitarre solo (1948)
- 1. Streichquartett UA 1949
- Heitere Musik in vier Sätzen für Flöte, Oboe, Klarinette (A), Horn (F) und Fagott (Bläserquintett) (1952) UA 1952
- 2. Streichquartett (1953) UA 1954

Allegro vivo – Adagio, attacca – Perenita – Presto
- Kinderspiele Drei Stücke für Flöte, Oboe und Violoncello (1959)
- Divertimento 1962 für Flöte, Oboe, Englischhorn, Klarinette, Bassklarinette, Fagott, Trompete, Kontrabass und Schlagzeug (1962) UA 1962

1. Episode 2. Varia 3. Quaternio 4. Tadshikisches Rondo
- Vierzehn Miniaturen zu Bildern von H. Purrmann für Klavier (1963) UA 1963
- Französische Hefte (Ilja Ehrenburg) Sextett für Oboe, Altflöte, Fagott, Bassklarinette, Laute und Kontrabass (1968/69) UA 1969

1. Allegro 2. Adagio (Intermezzo 1) 3. Andante – Recitativo – Andante con moto 4. Adagio (Intermezzo 2) 5. Allegro
- Variablen für Oboe und Klavier [Klavierimprovisation] (1978) UA 1978

1. Caprice 2. Dialog 3. Allegretto comique 4. Reminiszenz an "Morpheus" 5. Allegro battuto
- Französische Hefte 2 Kammermusik für Klarinette (B), Violoncello und Klavier (1978/79) UA 1979

I. Vivo II. Intermezzo 1 III. Andante IV. Intermezzo 2 V. Allegro
- Fünf Nachtstücke für Kammerensemble in zwei Gruppen [Flöte, Horn (F), Fagott, Harfe – Englischhorn, Bassetthorn, Viola, Violoncello] (1978) UA

1. Schwingungen 2. Näherung 3. Berührung 4. Bewegung 5. Schwebungen
- Garufalia  Musik für Violoncello (1978) UA 1979

Garufaliá – Variationen 1,2,3,4 – Memento – Variationen 5,6 – Notturno – Variation 7 (Finale)
- Drei Texte für Sprechstimme und Violoncello (Vicente Aleixandre, Paul Celan) (1979) UA 1979

1. Liegende, nachts 2. Schibboleth 3. Ich bin das Geschick
- Französische Hefte 3 Trio für Violine, Violoncello und Klavier (Klaviertrio) (1980) UA 1981

Allegro – Intermezzo 1 – Andante – Intermezzo 2 – Vivo
- Laetare für Orgel (1984) UA 1984

Adagio – Agitato – Fugato
- Musik für Bassklarinette und Violoncello (1985) UA 1985

andante-allegretto – allegretto – con moto – recitativo – adagio – agitato-con moto – vivo
- Französische Hefte 4 Kammermusik für  3 Gitarren – Texte von Louis Aragon, André Breton, Robert Desnos, Paul Éluard, Benjamin Péret (1987/88) UA 1988

1. Liebesverlangen 2. Entwaffnet die Hirne 3. Ich singe, was entflieht 4. Die ihr Blei in den Köpfen habt
5. Die Falter der Nachdenklichkeit – Nichts bleibt wie es war
- Facetten (Französische Hefte 5) Für Flöte, Viola und Bassklarinette. … und vielleicht für eine Tänzerin … in drei Räumen (Musik zur Eröffnung einer Kunstausstellung) (1988) UA 1988
- Sechs Impressionen für Klavier UA 1988
- 3. Streichquartett – Aufbruch und Nachdenken [in einem Satz] (1990) UA
- Vier Miniaturen für Klarinette und Violoncello (1990)
- Per aspera Musik für Bassklarinette (1991) UA

1. Impuls 2. Circulus vit. 3. Notturno affettuoso 4. Skertzo 5. …AD…
- Drei Fragmente für Klarinette UA 1993

1. Caprice 2. Nocturne 3. Questions
- Adagio und Allegretto giocoso für Blockflötenquintett UA 1993
- Französische Hefte 6 für Flöte und Klavier UA

1. con bravura 2. Canzona 3. con spirito 4. Nocturne 5. con fuoco
- Französische Hefte 7 Suite für Flöte und Fagott (1993) UA

Modus – Varia 1 – Varia 2 – Varia 3 – Dialog – Varia 4
- Griechische Suite für Sopran- und Altblockflöte und Tasteninstrument UA 1993

1. Garufaliá 2. Varia 1 3. Das Vöglein 4. Varia 2 5. Siebengestirn 6. Schlaflied 7. Varia 3 (Finale)
- A+Q... Zur Nacht hin – Quintett für Altsaxophon und Streichquartett mit einem gesprochenen Text von Franz Kafka UA 1998
- Memento – Réfugiés Hanns Eisler Peter Huchel Robert Havemann Theo Balden Heiner Müller für Streichquartett – Text: Ingeborg Bachmann (2001)
- Pentagramm I für Fagott solo
- Pentagramm II für Fagott und Klavierimprovisation (2001)
- Burleske für vier Edelhölzer  (Drei Fagotte und Kontrafagott) UA
- Neun Impressionen für Klavier nach Gedichten von Peter Huchel UA

1 Der Garten des Theophrast 2 Chausseen 3 Auffliegende Schwäne 4 Interludium 5 Winterpsalm 6 Widmung I 7 Lied am Abend 8 Triolett 9 Widmung II
- Sextett für Flöte, Oboe, Klarinette, Horn, Fagott und Klavier

1. Sehr lebhaft 2. Thema und Variationen 3. Ruhig 4. Sehr bewegt
- Transformationen für Violine und Violoncello

„Tu diemed’, diemedili“ Transformation 1 – Transformation 2 – Transformation 3+4 – Memento – Transformation 5 (Finale)

### Kirchenmusik/Geistliche Musik
- Kantate zur Weihnacht für Sopran, Violine und Orgel nach Worten von Else Mögelin UA 1946
- Missa brevis I für Solosopran, vierstimmigen gemischten Chor und Orgel (1947) UA 1947
- Totenfeier – Kleine Kantate nach Worten von Ludwig Altenhofer, Richard Billinger, Hertha Jaegerschmid, Hubert Neufeld, mit verbindenden Teilen aus dem "Requiem" für Altstimme und Orgel (Cembalo) (1948) UA 1948
- DIE PASSION nach Markus und Worten verschiedener Dichter für Sopran-, Alt-, Tenor-, Bariton- und Baß-Solo, gemischten Chor, Kammerorchester, Cembalo und Orgel (1949) [Texte: Evangelium, Stundengebet, Prophet Jesaja, H. P. Bergler-Schroer, Lilo Ebel, Paul Gerhardt, Gottfried Hasenkamp, Johann Heermann, Hertha Jaegerschmid, W. Schoor, Friedrich Wilhelm Weber] UA 1949
- Missa brevis II (Kanonmesse) für drei- bis achtstimmigen Chor a cappella (1949)  UA 1950
- Missa brevis III (piccicato-Messe) für Altsolo, drei- bis vierstimmigen gemischten Chor und Streichquartett – Fassung für Solo, Chor und Orgel (1950)

Missa brevis III für drei- bis vierstimmigen Chor und Altsolo, zwei Oboen, zwei Hörner in F, drei Violoncelli und Kontrabass (1952) UA 1952

### Filmmusik und musikalische Einrichtungen
- 1961: Lin Jaldati singt Teilkomposition (Regie: Gerhardt Jentsch)
- 1962: Nach einem Jahr – Beobachtungen in einer 1. Klasse (Winfried Junge)
- 1966: Bertolt Brecht beschreibt bildende Kunst; Ludwig Renn (Wolfram Suckau)
- 1967: Variationen zu einem Thema – Otto Dix (Karl-Heinz Boxberger)
- 1967: Seit 900 Jahren: Unsere Wartburg (Karl-Heinz Boxberger)
- 1969: Urlaub für Millionen (Regie: Konrad Weiß)
- 1970: Augenblicke für später (Peter Voigt)
- 1973: Ewa – Ein Mädchen aus Witunia
- 1974: Kinder wollen Freunde sein (Regie: Konrad Weiß)
- 1975: Das Geheimnis des J.R.B. (Paul Wiens)
- 1975: Toscanerinnen (Karl Gass/W. Schoor)
- 1976: Die verdammten Toscaner
- 1977: Hermann Hesse (Eduard Schreiber); Richard – der Bauer (Karl Gass)
- 1977: Kinder des Grauen Wolfs (Regie: Konrad Weiß)
- 1978: Nun gut, wir wollen Fechten – Gotthold Ephraim Lessing (Eduard Schreiber)
- 1978: De Geyter – Geschichte eines Liedes (Karlheinz Mund)
- 1978: Im Bruch hinterm Berge – Ehm Welk und Biesenbrow (Karlheinz Mund)
- 1979: Der Leutnant von Ulm (Karl Gass)
- 1981: Sie brauchen uns – Beobachtungen in einer Hilfsschule (Karlheinz Mund)
- 1982: Walter Ballhause – Einer von Millionen (Karlheinz Mund)
- 1982: Stadtlandschaften
- 1983: Die Geschichte Palästinas (Kaiss Al-Zubaidi)
- 1983: Die Bibel – das Buch der Gemeinde, Die Entdeckung des Dr. Martin Luther (Lothar Keil)
- 1984: Das Münster zu Doberan (Karlheinz Mund)
- 1985: Das Jahr 1945 (Karl Gass)
- 1985: Abenteuer im Sajan (Uwe Belz)
- 1986: Mit Tiefseetauchern unterwegs (Uwe Belz)
- 1986: Friedrich Press – Tod und Auferstehung (Lothar Keil)
- 1987: Stadtgeschichte in Stein – Architekten in Berlin
- 1987: Stielke, Heinz, fünfzehn… (Michael Kann)
- 1987: Eine deutsche Karriere – Rückblick auf unser Jahrhundert (Karl Gass)
- 1988: Jeder konnte es sehen (Karl Gass)
- 1990: Nationalität: deutsch (Karl Gass)
- 1990: Ein Grieche aus Mecklenburg – Heinrich Schliemann (Armin Georgi)
- Berlin unter den Alliierten (Irmgard von zur Mühlen)
- Der Todeskampf der Reichshauptstadt (Bengt von zur Mühlen)

### Hörspielmusik
- 1966: Das wahre Himmelsblau Umihiko Ito/Maria Diedrichs (Regie: Uwe Haacke)
- 1966: Die Geisterkur Hilde Kneip (Flora Hoffmann)
- 1967: Die weiße Schlange Brüder Grimm/Siegfried Pfaff (Uwe Haacke)
- 1969: Claude Prin: Potemkin 68 – Regie: Edgar Kaufmann (Hörspiel – Rundfunk der DDR)
- 1969: Wolfgang Graetz/Joachim Seyppel: Was ist ein Weihbischof? Oder Antworten zur Akte Defregger – Regie: Edgar Kaufmann (Hörspiel – Rundfunk der DDR)
- 1970: Bodo Schulenburg: Der Nachtigallenstern – Regie: Christa Kowalski (Kinderhörspiel – Rundfunk der DDR)
- 1970: Wolfgang Kießling: Es gibt nur einen Weg – Regie: Maritta Hübner (Kinderhörspiel – Rundfunk der DDR)
- 1970: Anita Heiden-Berndt: Licht in der Stanitza – Regie: Manfred Täubert (Kinderhörspiel – Rundfunk der DDR)
- 1971: Der Physiker und die Nixe Boris Djačenko (Werner Grunow)
- 1972: Czesław Chruszczewski: Fünf treffen sich in Konin – Regie: Peter Groeger (Hörspiel – Rundfunk der DDR)
- 1972: Chitra Rabindranath Tagore (Peter Groeger)
- 1974: Ján Milczák: Die letzten Drei – Regie: Helmut Hellstorff (Hörspiel – Rundfunk der DDR)
- 1975: Linda Teßmer: Der Fall Tina Bergemann – Regie: Hannelore Solter (Hörspiel – Rundfunk der DDR)
- 1976: Das Erwachen Luiz Francisco Rebello (Helmut Hellstorff)
- 1977: Die Roboterfalle Bernd Ulbrich (Werner Grunow)
- 1979: Pintlaschk und das goldene Schaf Jurij Koch (Christa Kowalski)
- 1980: Der gestreifte Kater und die Schwalbe Sinhá Jorge Amado/Waltraud Jähnichen
- 1980: Maria Stuart Friedrich Schiller/Werner Grunow (Werner Grunow)
- 1981: Hochzeit vorübergehend; Das Sommerpferdchen – Lothar Walsdorf (Ingeborg Medschinski)
- 1981: Gegeben am Tage Schlag zu! Bodo Schulenburg (Klaus Zippel)
- 1981: Die Geschichte der armen Liebe des Hofknechtes Jehann Schütt und der Tagelöhnerin Marik Brand Fritz Reuter/Horst Dieter Hofmann
- 1982: Alle Mäuse mögen Käse Gyula Urbán (Ingeborg Medschinski)
- 1982: Die unselige Reise von Yanacocha in die Zukunft Manuel Scorza (Ingeborg Medschinski)
- 1983: Das unglückliche Unglück Stephan Göritz (Uwe Haacke)
- 1984: Klopfzeichen Günther Weisenborn/Hans Bräunlich (Fritz Göhler)
- 1984: Zaunkönig Gebrüder Grimm/Ria Zenker (Uwe Haacke)
- 1984: Die Höhle von Steenfoll Wilhelm Hauff/Christian Noack (Uwe Haacke)
- 1985: Die Nixe Gebrüder Grimm/Wolfgang Mahlow (Manfred Täubert) [DDR-Hörerpreis]
- 1985: Die Bremer Stadtmusikanten Gebrüder Grimm/Thomas Rosenlöcher (Maritta Hübner)
- 1986: Der wundersame Aufstieg von Priff und Praff oder Der Aufruhr um den Junker Ernst Jakob Wassermann/Klaus-Dieter Müller (Manfred Täubert)
- 1986: Jeder stirbt für sich allein Hans Fallada/Ralph Knebel (Werner Grunow)
- 1986: Gavroche Victor Hugo/Erhard Preuk (Klaus Zippel)
- 1987: Der Frieder und das Katherlieschen Gebrüder Grimm/Erika Wollanik (Manfred Täubert)
- 1987: Die Frühlingsgeige Marion Seelig (Manfred Täubert)
- 1987: Der Junge aus Marmor Hans Christian Andersen/Norbert Nieczerowski (Christa Kowalski)
- 1988: Der Orakelspruch Miriam Margraf (Maritta Hübner)
- 1989: Der kleine Prinz Antoine de Saint-Exupéry/Stephan Göritz
- 1991: Eine Wolke wie aus Zuckerwatte Kerry Crabbe

### Hörspiel
- Die Stunde des Fisches oder Der kluge Mohammed (1974)

### Literarische Werke
- Zwischen Last und Straße, Gedichte, Verlag Volk u. Welt Berlin, 1960
- Die Stunde in Peyresq, Roman, Union-Verlag Berlin, 1966
- Zwischen Last und Straße. Eine Nachlese [Gedichte aus dem Nachlass], Neu-Ulm 2013